# Elia Frosio
Elia Frosio (Sant'Omobono Terme, Província de Bèrgam, 22 de gener de 1913 - París, 4 de febrer de 2005) va ser un ciclista italià que fou professional entre 1935 i 1954. Va destacar sobretot en el ciclisme en pista, concretament en el mig fons on guanyà tres medalles als Campionats del Món de l'especialitat, dues d'elles d'or.
El 1971 es va nacionalitzar francès.

## Palmarès
- 1946
  -  Campió del món de Mig Fons
  -  Campió d'Itàlia en Mig Fons
- 1947
  -  Campió d'Itàlia en Mig Fons
- 1948
  -  Campió d'Itàlia en Mig Fons
- 1949
  -  Campió del món de Mig Fons
  -  Campió d'Itàlia en Mig Fons
- 1950
  -  Campió d'Itàlia en Mig Fons